# ميخائيل جينينغز
ميخائيل جينينغز (بالإنجليزية: Michael Jennings)‏ هو لاعب كرة قدم أمريكية أمريكي، ولد في 7 سبتمبر 1979 في جاكسونفيل في الولايات المتحدة.

## وصلات خارجية
- ميخائيل جينينغز على موقع مرجع كرة القدم المحترفة.كوم (الإنجليزية)